# Giacomo Leoni
Pour les articles homonymes, voir Leoni.
Giacomo Leoni (également connu sous le nom de James Leoni) (né à Venise en 1686, mort en 1746) est un architecte italien. Admirateur du travail de l'architecte florentin de la Renaissance Leon Battista Alberti, Leoni est un représentant du palladianisme en architecture anglaise, vers les années 1720. Également appelé géorgien, ce style prend racine dans l'architecture italienne de la Renaissance.
Ayant travaillé à Düsseldorf, Leoni arrive en Angleterre en 1714 alors âgé de 28 ans. Son style frais, épuré avec juste une touche de flamboyant baroque attire l'attention du milieu des arts.

## Œuvres
Au cours de sa carrière en Angleterre, Leoni est responsable de la conception d’au moins douze grandes maisons de campagne et six hôtels particuliers londoniens. Il conçoit aussi des monuments religieux et commémoratifs.

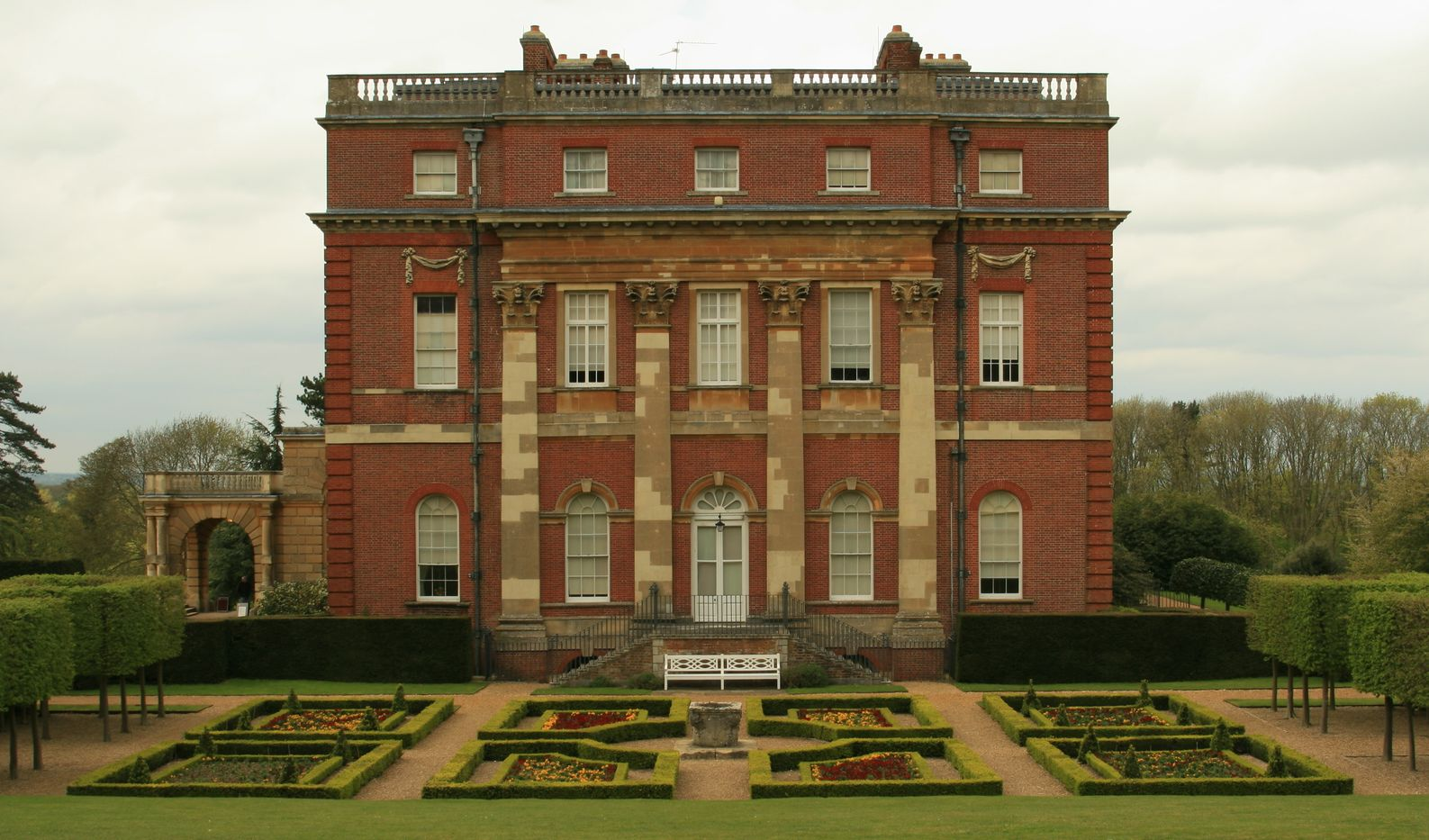
Clandon House, considérée par certains comme étant le plus grand chef-d'œuvre de Leoni.